# كوهي يامادا
كوهي يامادا (باليابانية: 山田 晃平) (8 يناير 1989 في إتامي في اليابان – )؛ هو لاعب كرة قدم ياباني سابق كان يلعب كلاعب وسط.

## وصلات خارجية
- كوهي يامادا على موقع رابطة كرة القدم اليابانية للمحترفين (اليابانية)
- كوهي يامادا على موقع الدوري الأمريكي (الإنجليزية)
- كوهي يامادا على موقع قاعدة بيانات كرة القدم.إي يو (الإنجليزية)
- كوهي يامادا على موقع Soccerway.com (الإنجليزية)
- كوهي يامادا على موقع عالم كرة القدم.نت (الإنجليزية)
- كوهي يامادا على موقع كووورة